# U. A. Fanthorpe
Ursula Askham Fanthorpe CBE FRSL (* 22. Juli 1929 in Lee Green, London; † 28. April 2009 in Wotton-under-Edge, Gloucestershire) war eine britische Dichterin.

## Leben
Nach dem Schulbesuch studierte Fanthorpe an der University of Oxford und der Pädagogischen Fakultät der University of London, wo sie ein Diplom als Lehrerin erwarb. Mitte der 1970er arbeitete sie jedoch als Angestellte in einem Krankenhaus in Bristol.
In dieser Zeit begann sie auch ihre dichterische Laufbahn und gab 1978 mit Side Effects ihren ersten Gedichtband heraus, in dem bereits ihr eigener Stil der diskreten Geschwätzigkeit deutlich wurde, wobei insbesondere ihre ironisch höflichen Ausflüchte Anklang bei John Betjeman und Philip Larkin fanden, zwei der populärsten Lyriker Großbritanniens im 20. Jahrhundert.
In ihren Gedichten über die Natur und die weitere menschliche Umgebung ist sie zweifelnd, aber doch fähig zu echter Verwunderung. Zu ihren späteren Gedichtbänden gehören Four Dogs (1980), Standing To (1982), Voices Off (1984) sowie eine Sammlung ihre wichtigsten Gedichte, die 1986 erschien.
1995 erhielt sie den Cholmondeley Award, der von der Society of Authors jährlich an mehrere herausragende Dichter verliehen wird, und wurde darüber hinaus 2001 für ihre Verdienste in der Lyrik zum Commander des Order of the British Empire ernannt. In dieser Zeit erschienen auch die Gedichtbände Consequences (2000) sowie Christmas Poems (2002), ehe sie für ihr Gesamtwerk 2003 die Queen’s Gold Medal for Poetry erhielt.
Zuletzt erschienen mit Homing In: Selected Local Poems (2006) sowie Love Poems (2008) zwei weitere Sammlungen ihrer Gedichte.